# 豊通ヒューマンリソース
豊通ヒューマンリソース株式会社（英: TOYOTSU HUMAN RESOURCE CORPORATION）は、愛知県名古屋市中村区名駅4丁目に本社を置く、豊田通商グループの人材サービス事業集約・合理化を目的として、2004年に設立された総合人事サービス企業。

## 沿革
- 1984年 豊通情報システム株式会社が設立。
- 1999年 株式会社トーメンの人事部・経理部・財務部が株式会社トーメンスタッフセンターに合流する形で、株式会社トーメンビジネスセンターが設立。
- 2000年 豊通ハウジング株式会社が設立。
- 2002年 豊通情報システム株式会社と株式会社豊通テレコムが合併、商号を株式会社豊通シスコムに変更。
- 2003年 豊通ハウジング株式会社が豊通ビジネスサービス株式会社に商号を変更。
- 2004年 株式会社豊通シスコムと株式会社トーメンビジネスセンターの人材事業を分離独立する形で豊通トーメンヒューマンリソース株式会社として設立。
- 2006年 豊通トーメンヒューマンリソース株式会社を存続会社とし、豊通ビジネスセンター株式会社とトーメンビジネスセンターの人事事業を継承。社名を豊通ヒューマンリソース株式会社に変更。
- 2018年 有料職業紹介事業を終了[3]。

## 事業内容
- 有料職業紹介事業（2018年3月31日まで実施[3]）
- 求人・採用活動の請負及びコンサルティング業務
- 企業における従業員の福利厚生・教育研修の請負及びコンサルティング業務
- 企業における従業員の人事・労務の請負及びコンサルティング業務

## 事業所
- 本社

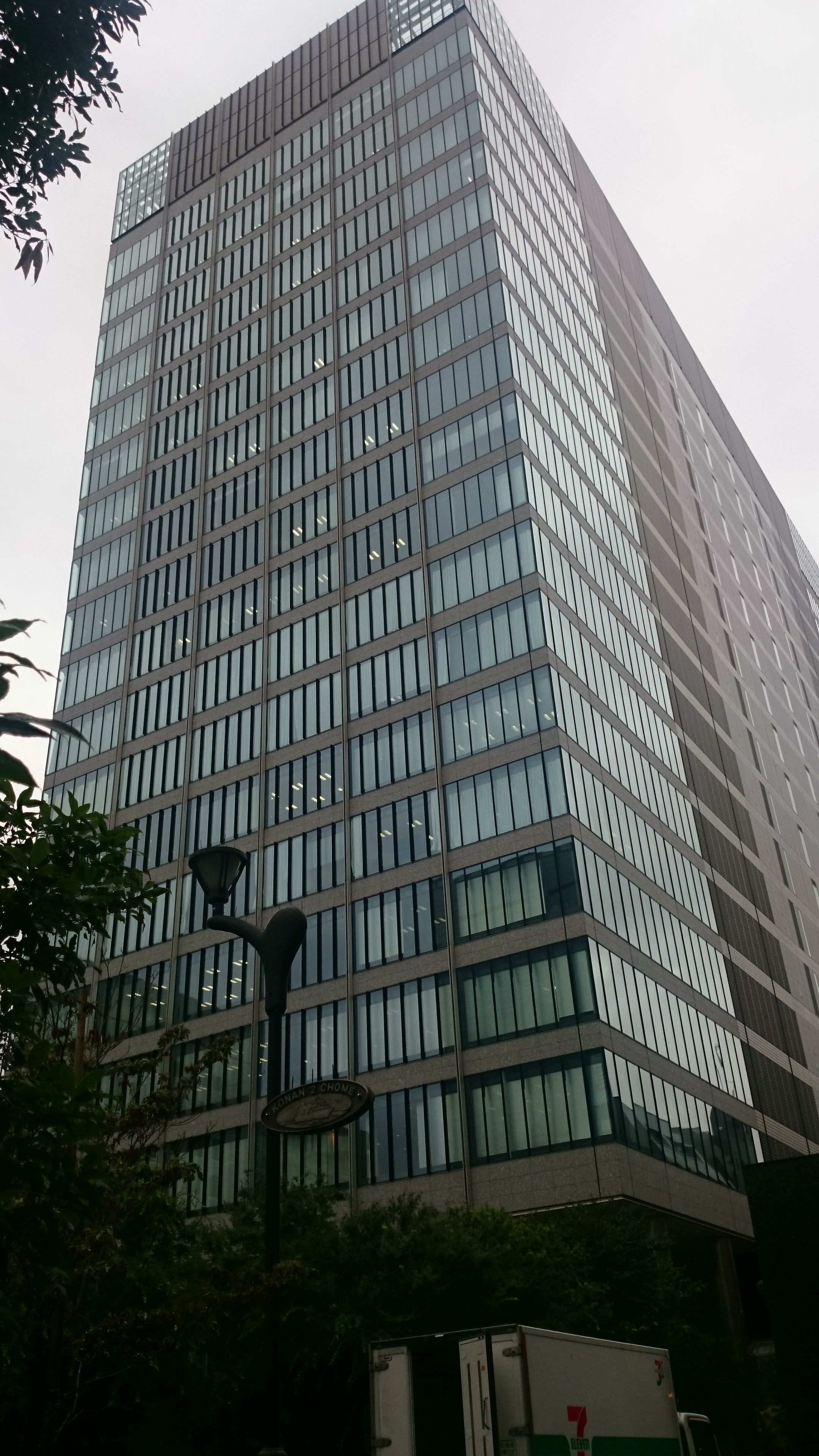
東京支店が入居している
品川フロントビル

  - 〒450-0002 愛知県名古屋市中村区名駅四丁目9番11号 センチュリー豊田ビル
- 東京支店
  - 〒108-0075 東京都港区港南2丁目3番13号 品川フロントビル

## グループ会社
- 豊田通商株式会社（親会社）